# Club Social y Deportivo Villa Española
Il Club Social y Deportivo Villa Española, meglio noto semplicemente come Villa Española, è una società calcistica di Montevideo, in Uruguay.

## Storia
Il Villa Española fu fondato il 18 agosto 1940 come società di pugilato con il nome di "Villa Española Boxing Club". Nel 1950 si dotò di una sezione calcistica, chiamata "Centenario Juniors" e ribattezzata con l'attuale norme di Villa Española nel 1952.
Nel 1998 giocò per la prima volta in Primera División, dando vita a una serie di "sali-scendi" tra la massima serie e la Segunda División: dopo la retrocessione in seconda al termine della stagione 1998, il Villa Española riconquistò la prima divisione alla fine della stagione 1999, ma tornò nel campionato cadetto al termine del campionato del 2000. L'anno dopo vinse il campionato di seconda divisione, riconquistando per la terza volta la massima serie: ma, ancora una volta, al termine del campionato del 2002 il Villa Española tornò in seconda divisione.
Rimase quindi nella serie cadetta fino alla stagione del 2004. Nel 2005 il Villa Española non poté prendere parte al campionato per problemi economici. Il club fu così acquistato nel 2006 da un gruppo belga, che riuscì a permettere al Villa Española il ritorno al calcio giocato nella stagione 2007-08. Al termine della stagione il Villa Española conquistò la quarta promozione della sua storia in prima divisione, ma l'anno seguente riuscì a prendere parte solo a metà campionato: al termine del torneo di Apertura del campionato 2008-09 nuovi problemi economici hanno imposto al Villa Española al ritiro anticipato.
Nel 2009-2010, il Villa Española avrebbe dovuto partecipare al campionato di Segunda División Profesional, ma non ha presentato il proprio saldo di bilancio relativo alla stagione precedente (richiesto invece dal regolamento per la verifica della stabilità finanziaria) entro il 1º settembre. Conseguentemente la società è stata esclusa dai campionati AUF per l'intera stagione.

## Palmarès

### Competizioni nazionali
- Segunda División Profesional de Uruguay: 1

2001
- Segunda División Amateur de Uruguay: 5

1973, 1980, 1987, 1996, 2013-2014
- Divisional Extra de Fútbol de Uruguay: 1

1964

### Altri piazzamenti
- Segunda División Profesional de Uruguay:

Secondo posto: 1997, 1999, 2015-2016, 2020
Terzo posto: 2007-2008

## Organico

### Rosa 2020
| N. |                    | Ruolo | Calciatore          |
| -- | ------------------ | ----- | ------------------- |
| 1  | Uruguay (bandiera) | P     | Facundo Silva       |
| 3  | Uruguay (bandiera) | D     | Juan Núñez          |
| 4  | Uruguay (bandiera) | C     | Joaquín Noy         |
| 5  | Uruguay (bandiera) | C     | Patricio Gregorio   |
| 6  | Uruguay (bandiera) | D     | Andrew Zamorano     |
| 7  | Uruguay (bandiera) | A     | Rafael Melo         |
| 8  | Uruguay (bandiera) | A     | Santiago López      |
| 9  | Uruguay (bandiera) | A     | Pablo Silva         |
| 10 | Uruguay (bandiera) | C     | Leandro Silva       |
| 11 | Uruguay (bandiera) | C     | Cristhian Tizón     |
| 12 | Uruguay (bandiera) | P     | Hernán Espinoza     |
| 13 | Uruguay (bandiera) | D     | Gerónimo Bortagaray |
| 15 | Uruguay (bandiera) | A     | William Machado     |
| 16 | Uruguay (bandiera) | C     | Julio Mozzo         |
| 17 | Uruguay (bandiera) | A     | Emiliano Coitiño    |
| 18 | Uruguay (bandiera) | C     | Federico Mautone    |

| N. |                    | Ruolo | Calciatore         |
| -- | ------------------ | ----- | ------------------ |
| 19 | Uruguay (bandiera) | A     | Juan Moreira       |
| 21 | Uruguay (bandiera) | C     | Erik de los Santos |
| 22 | Uruguay (bandiera) | D     | Gabriel Acevedo    |
| 23 | Uruguay (bandiera) | A     | Facundo Tancredi   |
| 24 | Uruguay (bandiera) | D     | Emiliano Albín     |
| 25 | Uruguay (bandiera) | C     | Jonathan Ríos      |
| —  | Uruguay (bandiera) | P     | Leonardo Machado   |
| —  | Uruguay (bandiera) | D     | Andrés Lima        |
| —  | Uruguay (bandiera) | D     | Mauro Moreira      |
| —  | Uruguay (bandiera) | C     | Ivo Allende        |
| —  | Uruguay (bandiera) | C     | Wesley Costa       |
| —  | Uruguay (bandiera) | C     | Emanuel Fuentes    |
| —  | Uruguay (bandiera) | C     | Maicol Ferreira    |
| —  | Uruguay (bandiera) | C     | Lucas González     |
| —  | Uruguay (bandiera) | C     | Pablo Muscarelli   |
| —  | Uruguay (bandiera) | C     | Anthony Rijo       |